# Bale (zona)
Bale je jedna od 12 zona Etiopije u regiji Oromia.  
Ova zona je ime dobila po bivšem Kraljevstvu u Pokrajini Bale, koja se prostirala na približno istom teritoriju. Južna granica Zone Bale je rijeka Ganale Doria, koja je odvaja od Zone Borena, s jugozapada graniči s regijom Južnih naroda, narodnosti i etničkih grupa. Sa sjeverozapada graniči sa Zonom Arsi, sjeveroistočnu granicu tvori rijeka Šebele koja je razdvaja od Zone Mirab Hararge i Zone Misrak Hararge a s istoka graniči s regijom Somali.
Najviša planina u zoni Bale je Batu (4307 m), dio gorja Bale. Najveća rijeka ove zone je rijeka Vejib, najveća jezera su: Garba Gurasč i Hora Orgona. 
Znamenitosti ove zone su svečev grob u mjestu Šeik Husein u Nacionalnom parku Bale i Špilja Sof Omar. Veći gradovi u Zoni Bale su Dodola, Ginir, Goba i Robe.
Po izvješću Središnje statističke agencije Etiopije-CSA za 2005. Zona Bale proizvela je 5.130 metričkih tona kave, što predstavlja 4,46% ukupne proizvodnje u regiji Oromia te 2,2% u Etiopiji.

## Stanovništvo
Prema podacima CSA za 2005., Zona Bale imala je ukupno 1.727.306 stanovnika, od čega je 854.584 muškaraca i 872.722 žena. Od toga je 233.013 ili 13,5% stanovništva živjelo je po gradovima. S površinom od 63,917.46 km², Zona Bale je imala gustoću naseljenosti od 27,02 stanovnika po km².
Četiri najveće etničke skupine u Zoni Bale su Oromci (88,93%), Amharci (7,65%), Somalci (1,39%) i Sidamci (0,88%); sve ostale etničke grupe tvore ostatak od 1,15% stanovništva. oromski kao materinji govori 87,5%, 9,5% Amharski, 1,51%  Somalski, a 0,88%  Sidamski; preostalih 0,61% govorio sve ostale primarne jezike prijavljen. Većina stanovnika su muslimani (76,7%), njih 19,02% su vjernici Etiopske tevahedo Crkve, njih 2,77% vjeruje u tradicionalna afrička vjerovanja a 1,15% su Protestanti.
Prema izvješću Svjetske banke za 2004.,  svega 11% stanovnika Zone Bale imalo je priključak na električnu energiju. Ova zona ima cestovnu mrežu od 11,4 km na 1.000 km  (u odnosu na nacionalni prosjek od 30 km ). Prosječno seosko domaćinstvo ima zemljišni posjed od 1 ha   (u usporedbi s nacionalnim prosjekom od 1,01 ha i prosjek od 1,14 ha u Oromiji). Stočari Zone Bale posjeduju 1,0%  grla stoke. Svega 19,5% stanovništva radi izvan poljoprivrede, u odnosu na nacionalni prosjek od 25% i regionalni prosjek od 24%. 

## Školstvo
Što se tiče obrazovanja, 66% djece školske dobi pohađa osnovnu školu, 21% srednje škole. Čak 53% stanovništva zone izloženo je malariji, ali nitko bolesti spavanja od Ce-ce muha.

## Woredeu Zone Bale
- Adaba
- Agarfa
- Berbere
- Dodola
- Gaserana Gololča
- Ginir
- Goba
- Goro
- Guradamole
- Kokosa
- Legehida
- Meda Velabu
- Menana Harena Buluk
- Nensebo
- Rajtu
- Sevejna
- Sinanana Dinšo